# Blask ognia
Blask ognia (ang. Firelight) – brytyjsko-amerykańsko-francuski melodramat z 1997 roku w reżyserii Williama Nicholsona. Wyprodukowana przez wytwórnię Hollywood Pictures, Wind Dancer Productions i Carnival Films.
Premiera filmu odbyła się 14 września 1997. Zdjęcia do filmu zrealizowano w Calvados we Francji oraz West Firle i Iver Heath w Anglii w Wielkiej Brytanii.

## Fabuła
Akcja filmu rozgrywa się w 1838 roku. Zamożny Charles Godwin (Stephen Dillane) marzy o potomku. Tymczasem jego żona jest w śpiączce. Mężczyzna proponuje więc guwernantce Elisabeth Laurier (Sophie Marceau), że spłaci wszystkie długi jej ojca, jeśli urodzi mu dziecko. Ona przyjmuje propozycję i po dziewięciu miesiącach na świat przychodzi dziewczynka, Louisa. Elisabeth zgodnie z umową oddaje dziecko arystokracie. Po siedmiu latach postanawia jednak odnaleźć córkę. Godwin niechętnie przyjmuje ją jako guwernantkę. Stawia jednak ultimatum – nikomu nie może zdradzić ich tajemnicy. Elisabeth szybko zauważa, że Louisa jest rozpieszczona, a ojciec ulega wszystkim jej zachciankom. Kobieta chce to zmienić. Szybko napotyka jednak na opór ze strony Godwina.

## Obsada
Źródło: Filmweb
- Sophie Marceau jako Elisabeth
- Stephen Dillane jako Charles Godwin
- Kevin Anderson jako John Taylor
- Lia Williams jako Constance
- Sally Dexter jako Molly Holland
- Joss Ackland jako Lord Clare
- Melissa Knatchbull jako pani Hurst
- Hugh Walters jako doktor Geddes
- Anthony Dutton jako Dodds
- Valerie Minifie jako Hannah
- John Flanagan jako Robert Ames
- Wolf Kahler jako Sussman
- Maggie McCarthy jako pani Jago
- Emma Amos jako Ellen
- Dominique Belcourt jako Louisa
- Annabel Giles jako Amy Godwin

## Nagrody i nominacje
Źródło: Filmweb
| Rok  | Miejsce                                         | Nagroda                | Kategoria                  | Odbiorcy i nominowani | Wynik     |
| ---- | ----------------------------------------------- | ---------------------- | -------------------------- | --------------------- | --------- |
| 1997 | Międzynarodowy Festiwal Filmowy w San Sebastián | Nagroda Jury           | Najlepsze zdjęcia          | Nic Morris            | Wygrana   |
| 1997 | Międzynarodowy Festiwal Filmowy w San Sebastián | Nagroda Specjalna Jury | Zdobywca                   | William Nicholson     | Wygrana   |
| 1997 | Międzynarodowy Festiwal Filmowy w San Sebastián | Złota Muszla           | Udział w konkursie głównym | William Nicholson     | Nominacja |